# イワン・ムズィチェンコ
イワン・ニコラエヴィッチ・ムズィチェンコ（ロシア語: Иван Николаевич Музыченко、1901年10月29日 - 1970年12月8日）は、ソ連の軍人。中将。独ソ戦初期に捕虜となる。

## 経歴
ロストフ・ナ・ドヌ出身。兵卒としてロシア帝国軍に勤務。
1918年から赤軍に入隊し、ロシア内戦に従軍し、連隊軍事委員等を務めた。1927年、労農赤軍騎兵指揮要員完全化課程を修了し、騎兵中隊長から狙撃軍団長までを歴任した。ソ・フィン戦争時、狙撃師団を指揮。
独ソ戦時、南西戦線の第6軍司令官に就任したが、1941年8月～1945年4月までドイツ軍の捕虜となる。
1947年、参謀本部軍事アカデミー附属高等学術課程を修了。1947年10月、退役。

## パーソナル
勲章2個を受章。